# Mauzoleum Abrahama Lincolna
Mauzoleum Lincolna (ang. Lincoln Memorial) – pomnik upamiętniający szesnastego prezydenta Stanów Zjednoczonych – Abrahama Lincolna. Znajduje się w parku National Mall w Waszyngtonie. Jest to budynek przypominający wyglądem klasyczną grecką świątynię, zbudowany na planie prostokąta, otoczony kolumnami doryckimi. We wnętrzu znajduje się posąg Lincolna.

## Wygląd

### Zewnętrzna część
Zewnętrzna część budowli, z wyjątkiem płaskiego dachu, odzwierciedla klasyczną grecką świątynię, wykonaną z marmuru. Konstrukcja ma wymiary 57,8 m na 36,1 m i 30 m wysokości. Jest on otoczony perystylem – 38 żłobkowanymi kolumnami doryckimi z białego marmuru Yule z Kolorado. Dwie z nich stoją przy wejściu, a pozostałych 36 symbolizuje 36 stanów tworzących Unię w momencie śmierci Lincolna. Kolumny mają 13 metrów wysokości i średnicę podstawy 2,3 m. Każda kolumna jest zbudowana z 12 bębnów. Kolumny, jak i ściany zewnętrznych elewacji, są nachylone lekko do wnętrza budynku. Kolumnada ma 57 m długości 36 m szerokości. 
Nad kolumnadą, wpisane są na fryzie nazwy 50 stanów i daty ich przystąpienia do Unii. Ich nazwy są oddzielone podwójnymi płaskorzeźbami medalionowymi. Gzyms składa się z rzeźbionych głów lwów powtarzających się regularnie oraz zdobień wzdłuż górnej krawędzi. Na górze fryzu wyrzeźbiono 48 festonów z nazwami 48 stanów składających się na USA w 1922 r., tj. podczas odsłonięcia pomnika. Nieco wyżej znajduje się girlanda z liści palmowych, zdobiona wstęgą podtrzymywaną przez skrzydła orłów. Wszystkie ozdoby wykonał Ernest C. Bairstow.
Pomnik jest osadzony na prostokątnym granicie o wymiarach 57 na 78 m, poniżej którego jest wybudowana ściana oporowa o wysokości 4,3 m.

### Wnętrze
Wnętrze budowli składa się z trzech komór oddzielonych przez dwa rzędy kolumn jońskich. Kolumny te, cztery w każdym rzędzie, mają 15 m wysokości i 1,7 m średnicy u podstawy. Na północ i południe komory boczne zawierają wyryte inskrypcje z drugiej przemowy inauguracyjnej Lincolna i przemowy gettysburskiej.

### Posąg Lincolna

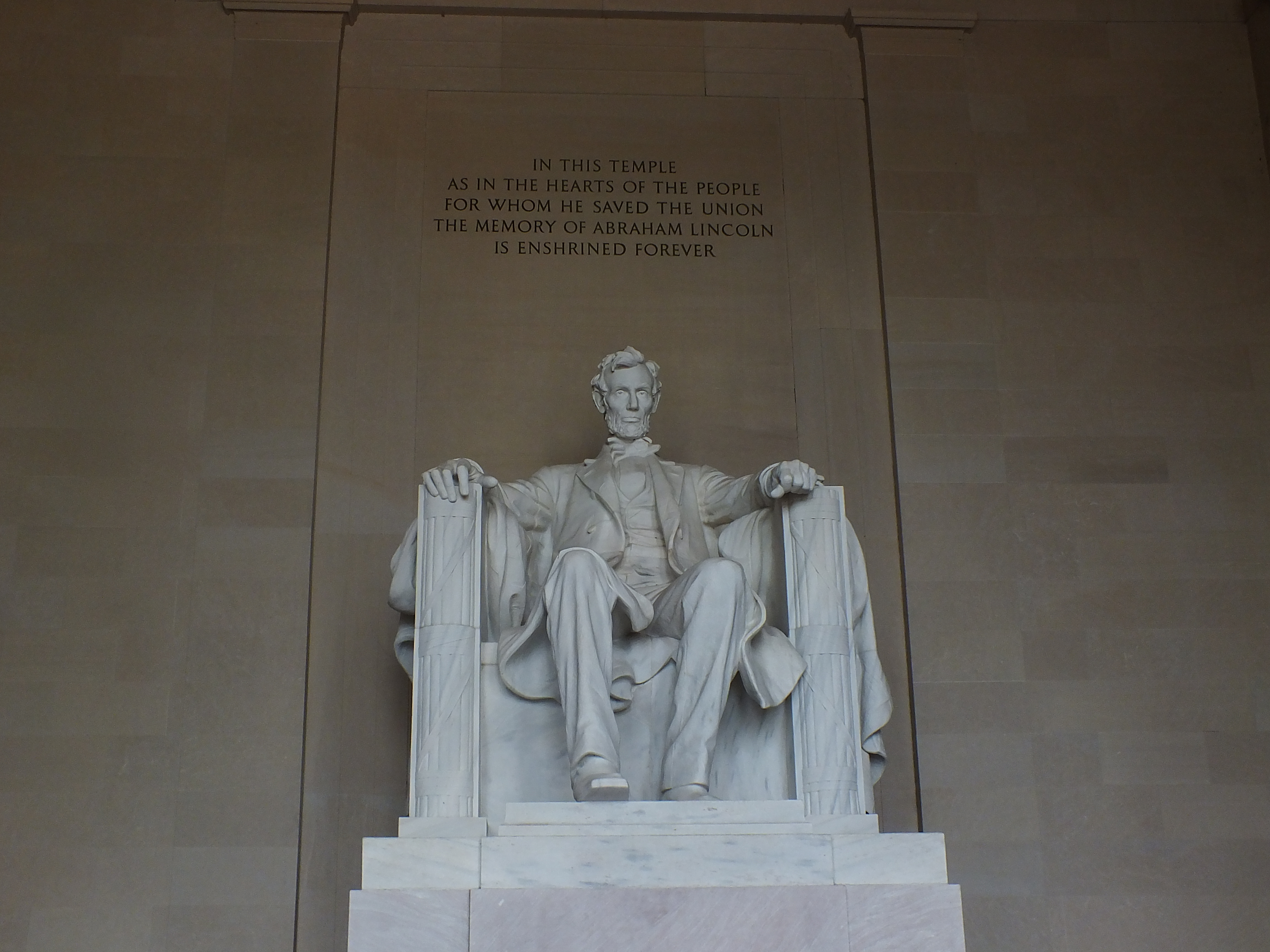
Posąg Abrahama Lincolna

We wnętrzu o wysokości 28 m znajduje się posąg Abrahama Lincolna dłuta Daniela Chestera Frencha. Ma on 5,8 m wysokości i tyle samo szerokości. Przedstawia on zadumanego prezydenta siedzącego w masywnym fotelu. Wykonano go z 28 kawałków marmuru pochodzącego z Georgii, tak doskonale dopasowanych, że miejsca ich łączenia są niewidoczne, przez co posąg wygląda jakby był wykonany z jednolitej bryły. Z tyłu nad głową Lincolna wyryta jest na ścianie inskrypcja „W tej świątyni tak jak w sercach ludzi, dla których ocalił Unię, pamięć o Abrahamie Lincolnie zawsze będzie święta”. Na ścianach widnieją również słowa z jego dwóch wystąpień: przemowy gettysburskiej z 1863 r. i przemówienia z drugiej inauguracji prezydenckiej z 1865 roku. Oprócz posągu i napisów w budowli znajdują się również malowidła ścienne Jules’a Guerina, obrazujące pojednanie Północy z Południem oraz wyzwolenie niewolników.

## Historia
Propozycje upamiętnienia w Waszyngtonie Abrahama Lincolna pojawiły się już w dwa lata po jego śmierci w 1865, jednakże rozpoczęcie budowy pomnika nastąpiło dopiero w 1915 roku, zaś uroczyste otwarcie 30 maja 1922. Zaprojektowanie pomnika powierzono Henry’emu Baconowi. Grób Lincolna, będący jednocześnie pomnikiem i grobem jego żony – Mary Todd Lincoln oraz dwóch synów znajduje się na cmentarzu Oak Ridge Cemetery w Springfield, w Illinois.

## Znaczenie w kulturze
Budowla jest jednym z symboli Waszyngtonu. Latem 1963 zakończył się pod nim marsz na Waszyngton i to w tym miejscu Martin Luther King wygłosił słynne przemówienie znane później pod tytułem „Mam marzenie” (I Have a Dream). W jego pobliżu znajdują się inne pomniki, w tym Vietnam Veterans Memorial, czczący pamięć żołnierzy amerykańskich poległych podczas wojny w Wietnamie, a także Pomnik Weteranów Wojny w Korei.
Mauzoleum Lincolna znajduje się na odwrocie współczesnego banknotu 5 dolarowego (na jego przedniej stronie umieszczony jest portret samego Lincolna).

## Współcześnie
Nocą pomnik jest oświetlony, zaś 12 lutego, w urodziny Lincolna, składa się pod nim wieńce. Dla zwiedzających oprowadzanych przez przewodnika udostępnia się również znajdujące się głęboko pod nim jaskinie ze stalaktytami i stalagmitami.